# 谢尔盖·索科尔
谢尔盖·米哈伊洛维奇·索科尔（羅馬化：Sergey Mikhaylovich Sokol；1970年12月17日—）是俄罗斯政治人物，第七届和第八届国家杜马代表。
1992年至1994年，索科尔担任俄罗斯联邦驻厄瓜多尔大使馆助理秘书。1997年6月至2002年10月，索科尔在Norilskgazprom JSC工作。1999年至2002年，他担任第二届泰梅尔自治区杜马代表。他于2002年10月22日辞去该职务，开始在克拉斯诺亚尔斯克边疆区的行政部门工作。2004年至2008年，担任克拉斯诺亚尔斯克边疆区副行政长官兼行政委员会参谋长。2008年4月至2009年5月，索科尔担任伊尔库茨克州第一副代理州长。2016年，他当选第七届国家杜马代表。2021年9月起，他担任第八届国家杜马代表。

## 制裁
索科尔于2022年因俄乌战争而受到英国政府制裁。